# Matapao
Matapao is een bestuurslaag in het regentschap Serdang Bedagai van de provincie Noord-Sumatra, Indonesië. Matapao telt 1994 inwoners (volkstelling 2010).